# Jalaa
Le jalaa (ou centúúm) est une langue menacée d'extinction du nord-est du Nigeria d'origine incertaine (avec une hypothèse reliant le jalaa aux langues nigéro-congolaises). Elle est actuellement parlée par une poignée d'individus âgés, en effet l'ethnie parlant traditionnellement le jalaa (les Jalabe) utilise de plus en plus le dialecte bwilim de Cham au quotidien.
La tradition rapporte que les Jalabe seraient arrivés à Looja venant d'une zone située quelques kilomètres plus au sud, au sein des montagnes Muri où ils partageaient leurs terres avec le tribus Tso et Kwa. Plus tard, au cours du XIXe siècle, les Cham débarquèrent dans la région, fuyant les assauts des Waja du nord : les Cham se mêlèrent aux Jalabe, et ces derniers commencèrent à utiliser la langue Cham.